# Cartellodes ochrea
Cartellodes ochrea là một loài bướm đêm trong họ Geometridae.